# أنطونيو دياز
أنطونيو دياز (بالإسبانية: Antonio Fernando Díaz Bizcocho)‏ (3 أغسطس 1970 إسبانيا - ) هو لاعب كرة قدم إسباني، يلعب كمدافع.

## مسيرته

### مسيرته مع المنتخبات الوطنية
- 1987 - 1987 لعب مع منتخب إسبانيا تحت 16 سنة لكرة القدم 5 مباريات.
- 1988 - 1988 لعب مع منتخب إسبانيا تحت 18 سنة لكرة القدم 3 مباريات.
- 1991 - 1991 لعب مع منتخب إسبانيا تحت 23 سنة لكرة القدم مباراتين.

### مسيرته مع الأندية
- 1990 - 1992 لعب مع ريال بيتيس 24 مباراة سجل خلالها هدفين.
- 1993 - 1994 لعب مع ريكرياتيفو 26 مباراة.
- 1994 - 1995 لعب مع نادي ألميريا 13 مباراة.
- 1996 - 1997 لعب مع نادي أتلتيكو ماربيا [الإنجليزية]‏ 17 مباراة سجل خلالها هدف.
- 1998 - 2002 لعب مع جيمناستيسيا توريلافيجا [الإنجليزية]‏ 103 مباراة سجل خلالها هدف.